# Тотибадзе, Георгий Георгиевич
Георгий (Гоги) Георгиевич Тотибадзе (груз. გოგი გიორგის ძე თოთიბაძე; род. 28 августа 1967, Тбилиси, Грузинская ССР) — грузинский и российский живописец, график, член Московского Союза художников. Член-корреспондент РАХ (2021).

## Биография

### Детство
Родился 28 августа 1967 года в Тбилиси в семье художников. Его мать — Нана Кутателадзе и отец — Г. К. Тотибадзе, известный грузинский художник, был на протяжении десяти лет ректором Тбилисской Академии Художеств. Сегодня Академия носит имя деда Георгия — художника Аполлона Кутателадзе.
Старший сын в семье, Георгий первые годы жизни проводит с родителями, братом Константином и сестрой Марией, в Тбилиси, на улице Джавахишвили (Зандукели), в семейном доме отца, на втором этаже которого находится его мастерская. Он с детства увлекается мифологией древней Греции, и уже в очень ранние годы создаёт сложные композиции военных баталий.
В 1977 году, мать художника Нана Кутателадзе уезжает с тремя детьми в Москву.
С 1977 по 1983 год Гоги проживает с мамой, братом, сестрой и бабушкой Марией Ивановной Евдокимовой в Москве, по адресу — Верхняя Масловка дом 9, в мастерской деда — Аполлона Кутателадзе. В одной из соседних мастерских, в это время работает Александр Григорьевич Тышлер, а в другой Дмитрий Иванович Хамин, который станет педагогом Георгия по живописи и графике.

### Карьера
В 1982 году Георгий поступает в Московское Академическое Художественное Училище имени 1905 года (МАХУ), где знакомится со своей будущей женой, Ириной Савельевной Козловой (живописец и график).
Получив диплом в 1986 году, он поступает в Тбилисскую академию художеств, мастерская Г. Алекси-Месхишвили, Г. К. Тотибадзе.
С 1993 по 1994 год художник живёт и работает в Париже, где создаёт ряд портретов, в них от экспрессивной манеры живописи он переходит к более сдержанному лирическому стилю.
В 1996 год Тотибадзе создаёт серию работ в Гонконге, его работы приобретают владельцы частных коллекций — представители японской диаспоры.
С 1997 по 1998 год художник живёт и работает в Сан-Франциско, там он, в частности, создает серию городских пейзажей.
С 2000 года Георгий пишет серию видов городского ландшафта с высоты птичьего полёта.
В 2017 году его цикл «Под прикрытием лесов» был представлен в рамках Московской Биеннале.
С 2007 года работает в мастерской на территории института Архитектуры и дизайна Стрелка.
28 января 2016 года Георгий Тотибадзе вместе с братом Константином, российским, грузинским живописцем, Мариной Цурцумия — кинорежиссёр во втором поколении и Георгием Ташкером — коллекционером фотографий, правнуком известного киевского фотографа Моисея Ташкера, создают на Винзаводе художественную галерею Totibadze Gallery. С момента открытия в ней были представлены работы десятков художников, среди них Алёна Кирцова, Ольга и Александр Флоренский, Александр Захаров, Рубен Монахов, Сергей Зуев, Мюриэль Руссо, Андрей (Дюдя) Сарабьянов.

### Творчество
- 1989	«Молодёжная выставка», Манеж, Москва
- 1989 	« Stiks »,  Москва
- 1990 	Галерея «Hosp», Инсбрук, Австрия
- 1992	 «Я, Гоги und anderen» Центральный Дом художника, Москва
- 1993	Персональная выставка, Центральный Дом художника, Москва
- 1994	Персональная выставка,  журнал « L’évènement de jeudi » Париж
- 1995 	«Выставка русских художников», Юнеско, Париж
- 1996  	Выставка «Галерея в галерее», Государственная Третьяковская галерея, Москва
- 1996	Выставка «Сон в летнюю ночь», Музей искусства народов Востока, Москва
- 1996	Персональная выставка, Галерея  Л. Брука, Центральный Дом художника, Москва
- 1997 	« Арт Манеж», Манеж, Москва
- 1998 	«Выставка русских художников», Галерея « Diana » Вашингтон, США
- 1998 	« Арт салон », Галерея « Diana » Вашингтон, США
- 2000 	« Арт Манеж», Манеж, Москва
- 2001     Персональная выставка, Галерея « King », Беркли , США
- 2002	« Арт Манеж», Манеж, Москва
- 2003 	« Арт Манеж», Манеж, Москва
- 2004 	« Арт Манеж», Манеж, Москва
- 2004  	Выставка « Арт вечеринка», в Якут галерее,  Москва
- 2005  	Выставка « Барочная вечеринка», в Якут галерее,  Москва
- 2005 	Выставка « Гурманиада », Арт плей, Москва
- 2006  	« Арт Манеж», Манеж, Москва
- 2006  	« Арт Москва», VP Studio, Москва
- 2006  	Персональная выставка, VP Studio, Москва
- 2007  	Персональная выставка « Райские сады », VP Studio, Москва
- 2008  	« Арт Манеж», Манеж, Москва
- 2009 	 Персональная выставка, « Atlas Art Gallery », Moscou, Russie
- 2010  	Георгий и Константин Тотибадзе, Painting, Мосфильм, Москва
- 2012  	«Landscape» MMoMA, Москва
- 2015 	« Ода еде » Галерея « Proun » Москва
- 2016  	Пространство 7,  Галерея « Тотибадзе », Москва
- 2017  	«Под прикрытием  лесов » Галерея « Тотибадзе » Биеннале,  Москва
- 2018  « Tbilisi Art Fair », Тбилиси, Грузия[10].

### Аукционы
Phillips
2010 " Пейзаж " (Диптих) холст, масло, каждая 100 х 100 см
2011 " Лес " бумага, тушь, 150 х 290 см
2013 " Междоусобные войны " бумага, тушь, 56,2 х 76,8 см
2013 " Междоусобные войны " бумага, тушь, 56 х 77 см
Sotheby’s
2012 " Пейзаж " (Диптих) холст, масло, каждая 100 х 100 см

### Публичные коллекции
Государственный музей искусства народов Востока, Москва,1996
MMoMA Москва, 2013

### Каратэ
С одиннадцати лет Георгий начинает тренироваться Каратэ До Сито Рю. Его учителями последовательно будут: В. И. Эйдлин, Кеней Мабуни, Хидетоши Накахаши. Георгий станет обладателем пяти золотых медалей чемпионатов России, серебряной медали престижного турнира Японии, и двух бронзовых медалей чемпионатов мира. А его привязанность к Азии, в особенности, к Японии примет, впоследствии, более глубокие и поэтические формы.

### Фильмография
В 2009 году снялся в фильме «Россия 88» режиссёра-постановщика Павла Бардина.
В 2024 годы сыграл роль Жоры, друга Игоря Зорина в сериале Евгения Стычкина «Игры».

### Семья
- Дед — Аполлон Караманович Кутателадзе, живописец, график, заслуженный деятель искусств Грузинской ССР;
  - Дядя — Гурам Аполлонович Кутателадзе, живописец. Член Союза художников СССР. Заслуженный художник Грузинской ССР.
  - Дядя — Тариэл Аполлонович Кутателадзе, архитектор, преподаватель Тбилисской академии Художеств
  - Дядя — Караман Аполлонович Кутателадзе[15],[16] живописец, график, преподаватель Тбилисской академии Художеств
- Отец — Тотибадзе Георгий Константинович, живописец, график;
  - Брат — Константин Георгиевич Тотибадзе[17] — художник. Жена Ольга Шестерикова[18]. Племянники: Антон Константинович Тотибадзе[19], Муся Тотибадзе (Мария Константиновна Тотибадзе)[20], Нина Константиновна Тотибадзе, Тамара Константиновна Тотибадзе, Давид Константинович Тотибадзе и Георгий Константинович Тотибадзе.
  - Сестра — Мария Георгиевна Тотибадзе[21] — дизайнер, модельер. Живёт и работает в Париже.
- Жена — Ирина Савельевна Козлова — график, живописец. Дочь Нана Георгиевна Тотибадзе[22] — график, иллюстратор. Живёт и работает в Москве. Дочь Манана Георгиевна Тотибадзе — актриса. Живёт и работает в Москве. Дочь Варвара Георгиевна Тотибадзе[23].